# Aflenz Land
Aflenz Land is een voormalige gemeente in de Oostenrijkse deelstaat Stiermarken. De gemeente telde in 2013 1435 inwoners en had Graßnitz en Jauring als voornaamste ortschaften. Ze besloeg het centrale deel van het Aflenzer Bekken.
Tot eind 2012 lag de gemeente in het district Bruck an der Mur en vervolgens in Bruck-Mürzzuschlag. In 2015 ging Aflenz Land bij een herindeling samen met het naburige Aflenz Kurort, waarbij de gemeente Aflenz ontstond.
Stadsgemeenten:
Bruck an der Mur · Kapfenberg · Kindberg · Mariazell · Mürzzuschlag

Marktgemeenten:
Aflenz · Breitenau am Hochlantsch · Krieglach · Langenwang · Neuberg an der Mürz · Sankt Barbara im Mürztal · Sankt Lorenzen im Mürztal · Sankt Marein im Mürztal · Thörl · Turnau

Overige gemeenten:
Pernegg an der Mur · Spital am Semmering · Stanz im Mürztal  · Tragöß-Sankt Katharein
- Gemeinsame Normdatei: 4443796-1
- Virtual International Authority File: 242277136